# Monoptero

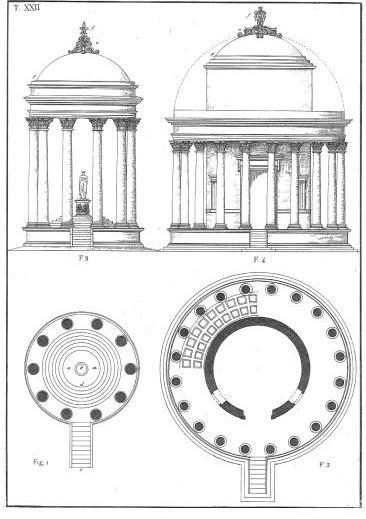
Il tempio monoptero e quello monoptero-periptero in un'illustrazione del De architectura di Vitruvio, edizione Amati (1829)

In architettura si definisce monoptero un tempio costituito da un semplice colonnato circolare. È un caso particolare del tempio periptero, con un giro di colonne. Quando il tempio circolare oltre alle colonne presenta anche una cella cilindrica al suo interno, allora si parla di monoptero-periptero o thòlos.

## Tempio monoptero nell'antica Grecia
Il tempio monoptero nell'antica Grecia era costruito soprattutto nei luoghi di culto come santuari o oracoli, più importanti in assoluto.
La forma circolare dell'edificio rendeva una maggiore idea di perfezione e di completezza che simboleggiava un contatto ancora più stretto con la divinità.
Spesso infatti il tempio circolare, detto anche tempio a tholos, racchiudeva i simboli sacri della divinità; altre volte un tempio circolare veniva utilizzato per mostrare il potere e l'autorità sacra della città.
I migliori esempi di templi monopteri dell'architettura greca sono la tholos di Delfi e il Philippeion ad Olimpia. A Delfi, il suddetto tempio aveva la massima funzione sacrale: si riteneva infatti che proprio in quel luogo fosse apparso Apollo. Ad Olimpia invece, il tempietto circolare fu innalzato in onore di Filippo II di Macedonia intorno al IV secolo a.C.

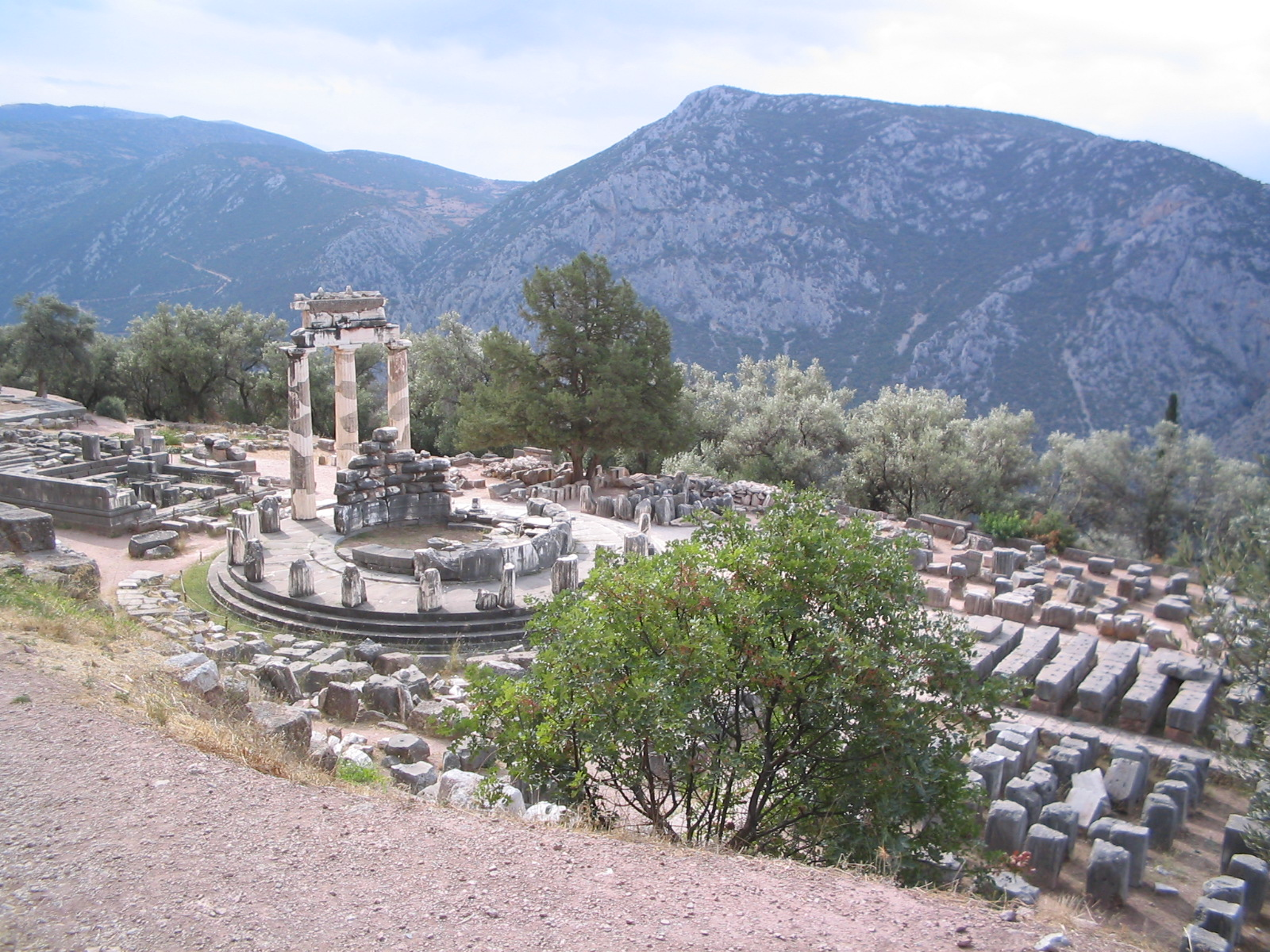
La Tholos di Delfi
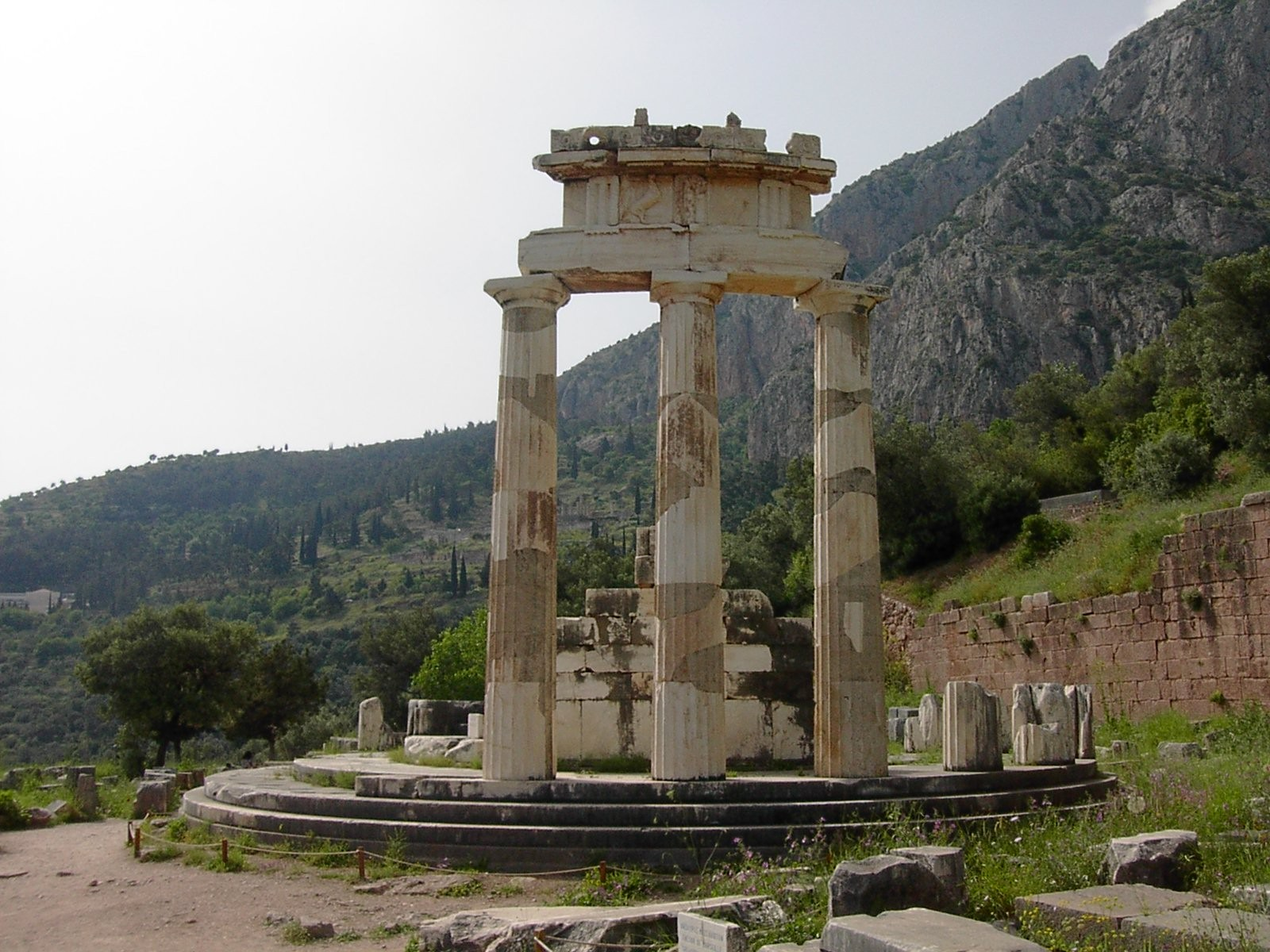
Tholos di Delfi, particolare
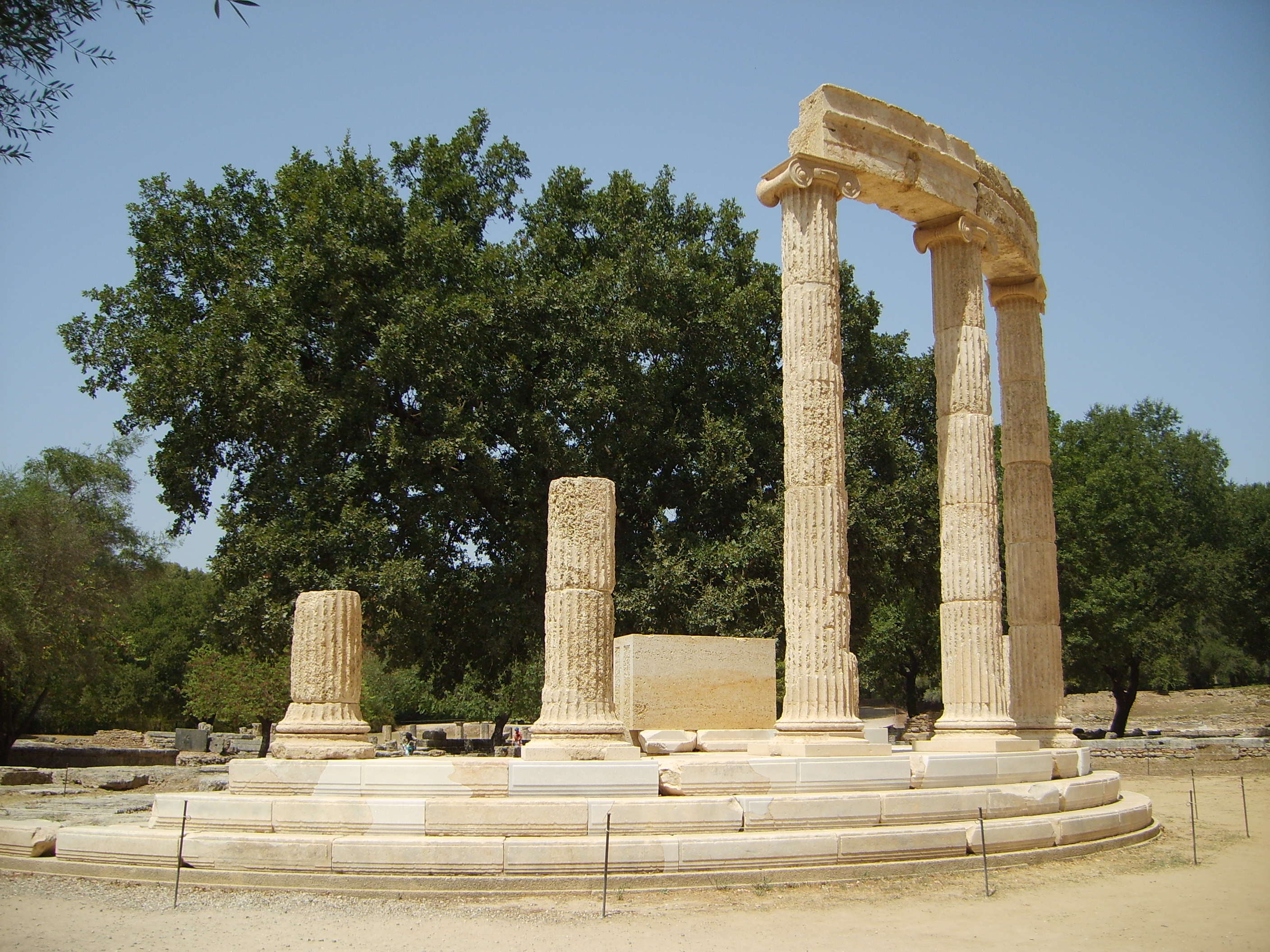
Il Philippeion di Olimpia
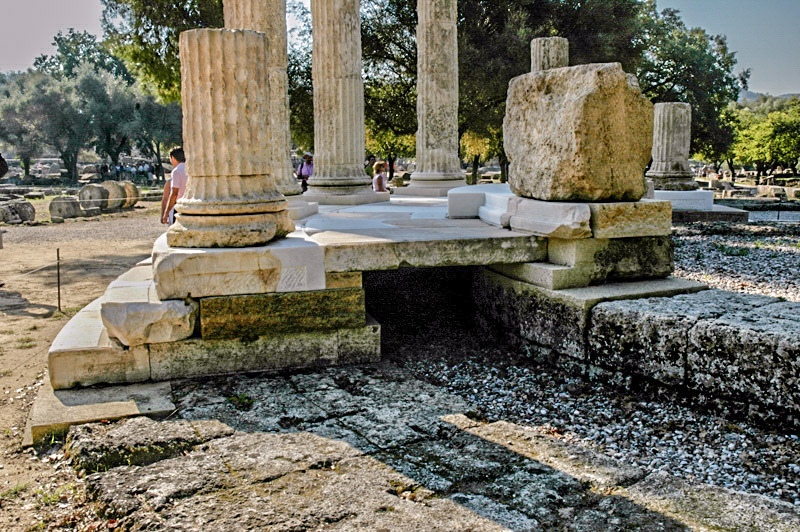
Philippeion, particolare

## Tempio monoptero nell'antica Roma

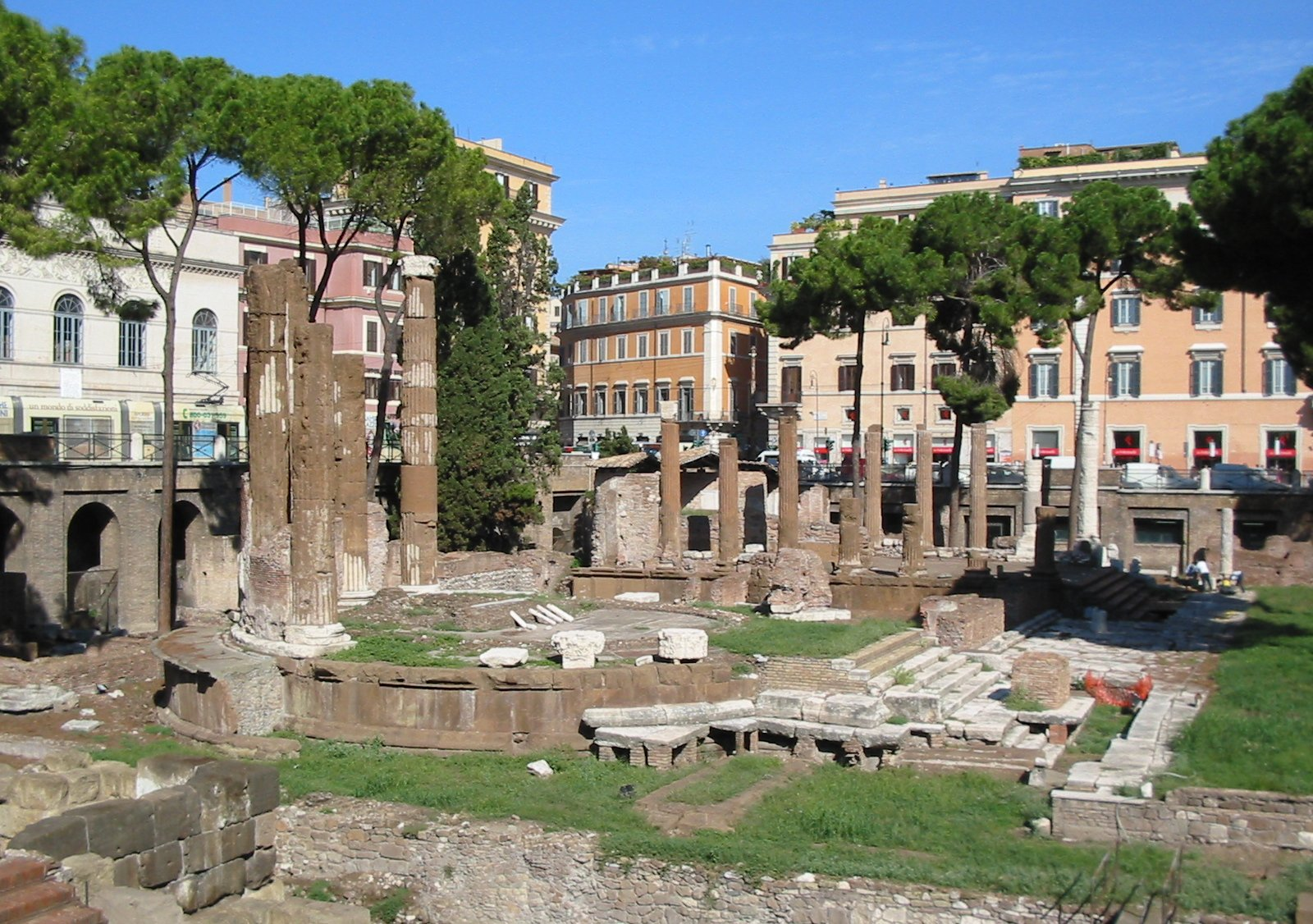
Il tempio B dell'area sacra di Largo Argentina, dedicato forse alla Fortuna Huiusce Diei

A Roma invece, il tempio circolare venne ereditato sia come luogo di culto molto rilevante, sia come semplice struttura religiosa di piccole dimensioni.
Gli edifici circolari nell'antica Roma sono molto più numerosi che in Grecia, perché tali strutture hanno avuto maggiore influenza nello stile architettonico romano-imperiale.
Il più grande edificio sacro circolare dell'area greco-romana del Mediterraneo è sicuramente il grande tempio romano repubblicano dell'area di Largo di Torre Argentina.
Il tempio, con sei colonne ancora intatte, si ipotizza che corrisponda al tempio fatto costruire dal console Quinto Lutazio Catulo, collega di Gaio Mario, per celebrare la vittoria contro i Cimbri del 101 a.C. a Vercelli, in Piemonte.
Il tempio, Aedes Fortunae Huiusce Diei, cioè "La Fortuna del Giorno Presente", era appunto dedicato alla dea della fortuna, che doveva essere rappresentata dalla gigantesca statua i cui resti marmorei, oggi conservati nei Musei Capitolini, sono stati rinvenuti nei pressi del tempio stesso. Un piccolo monoptero circolare faceva parte anche del complesso del santuario della Fortuna Primigenia a Palestrina.
Vi sono molti altri esempi di strutture romane sacre di forma circolare, come il tempio di Vesta nel Foro Romano, che ricopriva una grande importanza perché era considerato il luogo sacro delle Vestali, nonché la loro casa.
Da ricordare inoltre il tempio di Ercole Vincitore, presso il Foro Boario, ed il tempio di Vesta a Tivoli per il quale è stata ipotizzata un'origine molto antica a struttura lignea, sostanzialmente estranea ad influenze greche, poi sostituita da un edificio lapideo.
La tipologia era utilizzata anche nelle provincie dell'Impero come ad Atene dove sull'acropoli venne edificato un tempio circolare dedicato ad Augusto e Roma.
Marco Vitruvio Pollione nel suo De architectura definisce compiutamente la tipologia definendone la nomenclatura che sarà poi ripresa nel periodo classicista, giungendo fino a noi, classificandola tra le eccezioni nella casistica degli edifici religiosi.
Da notare inoltre che nell'architettura romana le tipologie dei templi a pianta circolare e longitudinale furono mirabilmente unite nel Pantheon, che però, proprio per la sua planimetria articolata e per l'assenza del colonnato circolare, non può essere considerato un tempio monoptero.
La struttura monoptera tuttavia non fu utilizzata solo per strutture religiose; nelle città romane era infatti presente il macellum, una struttura a pianta circolare e dotata di colonne, dove si teneva il mercato. Ad esempio, si ricorda il Macellum di Pompei, un edificio a pianta circolare ubicato a margine del Foro.

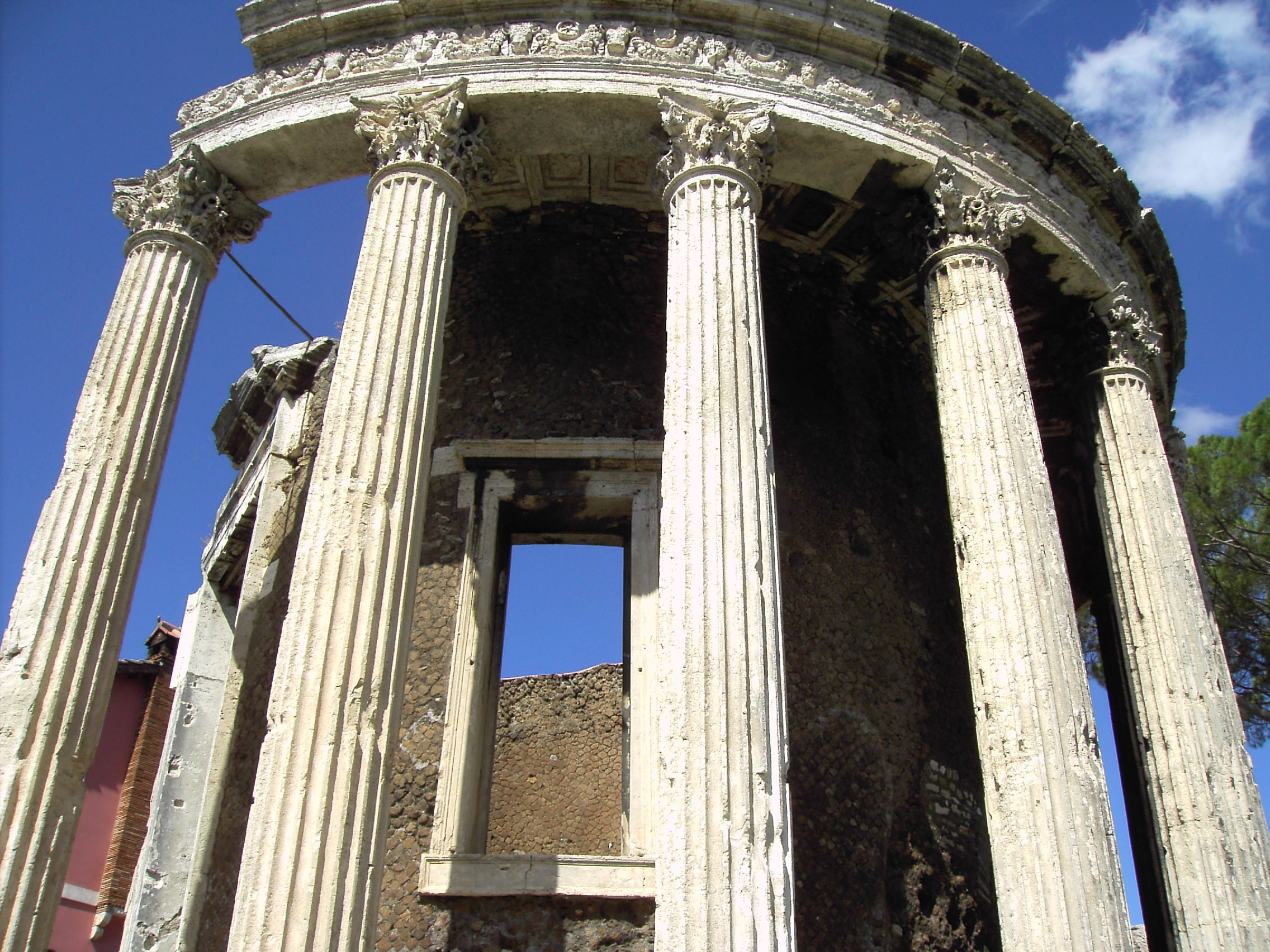
Tempio di Vesta, Tivoli
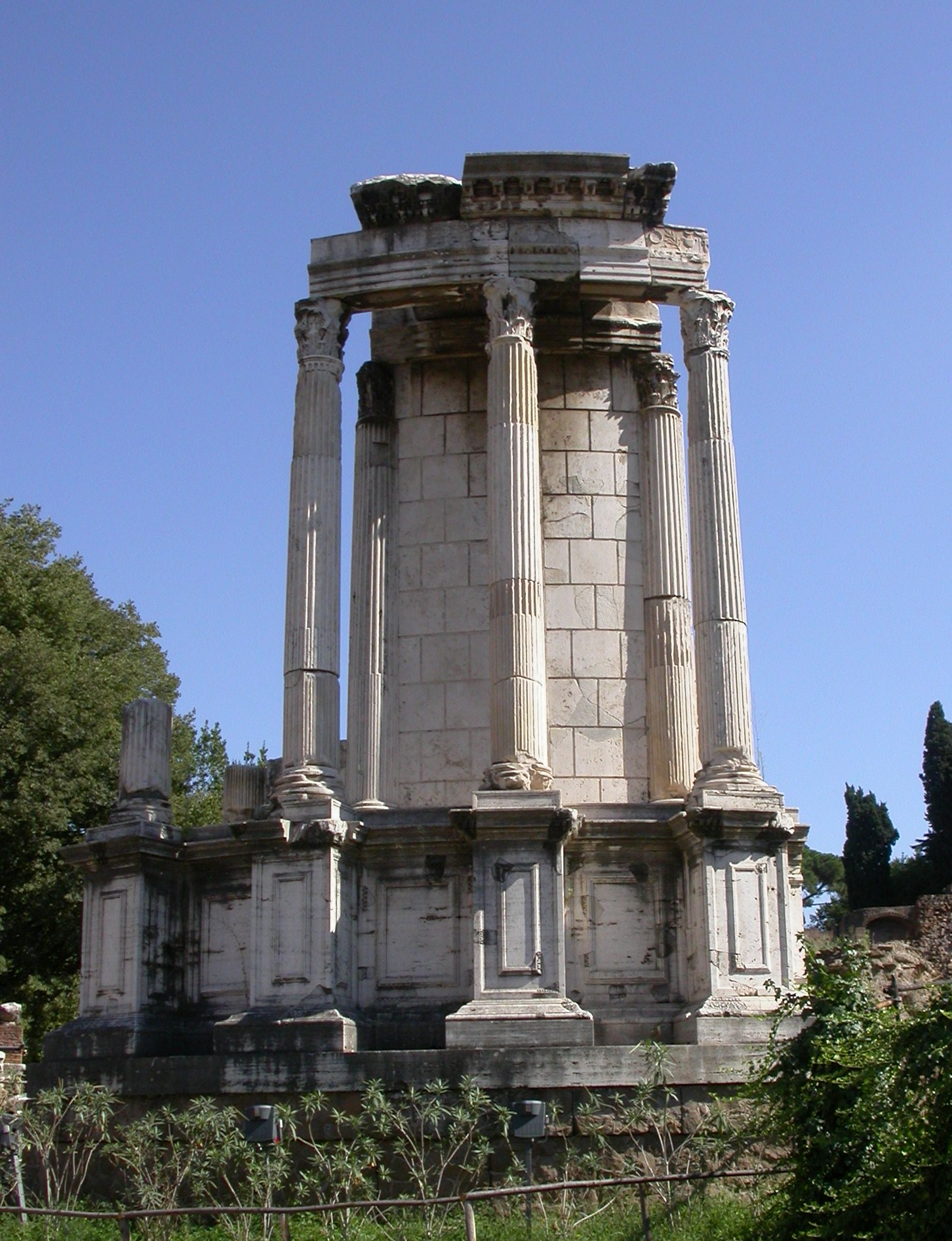
Tempio di Vesta, Roma
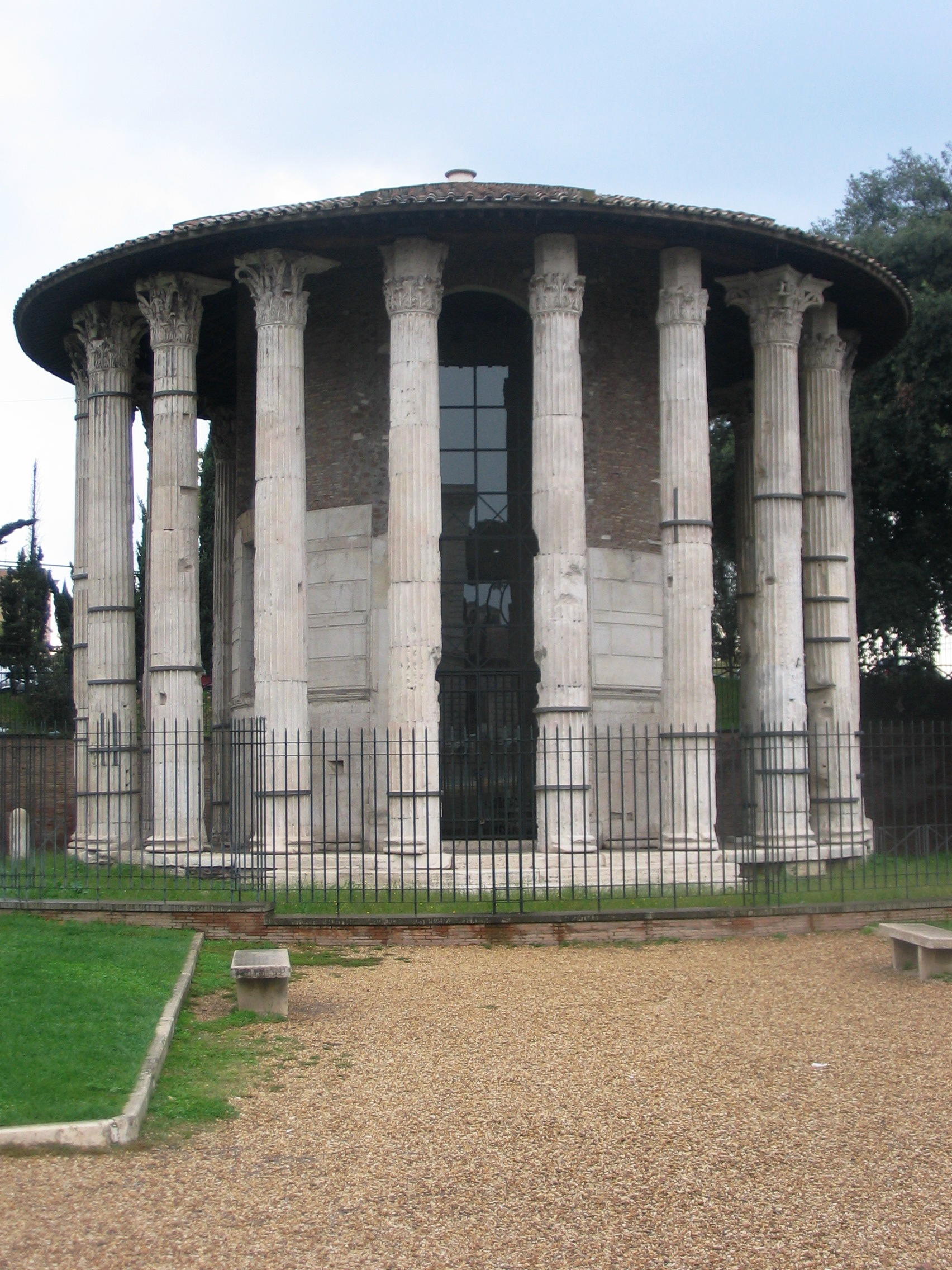
Tempio di Ercole Vincitore, Roma
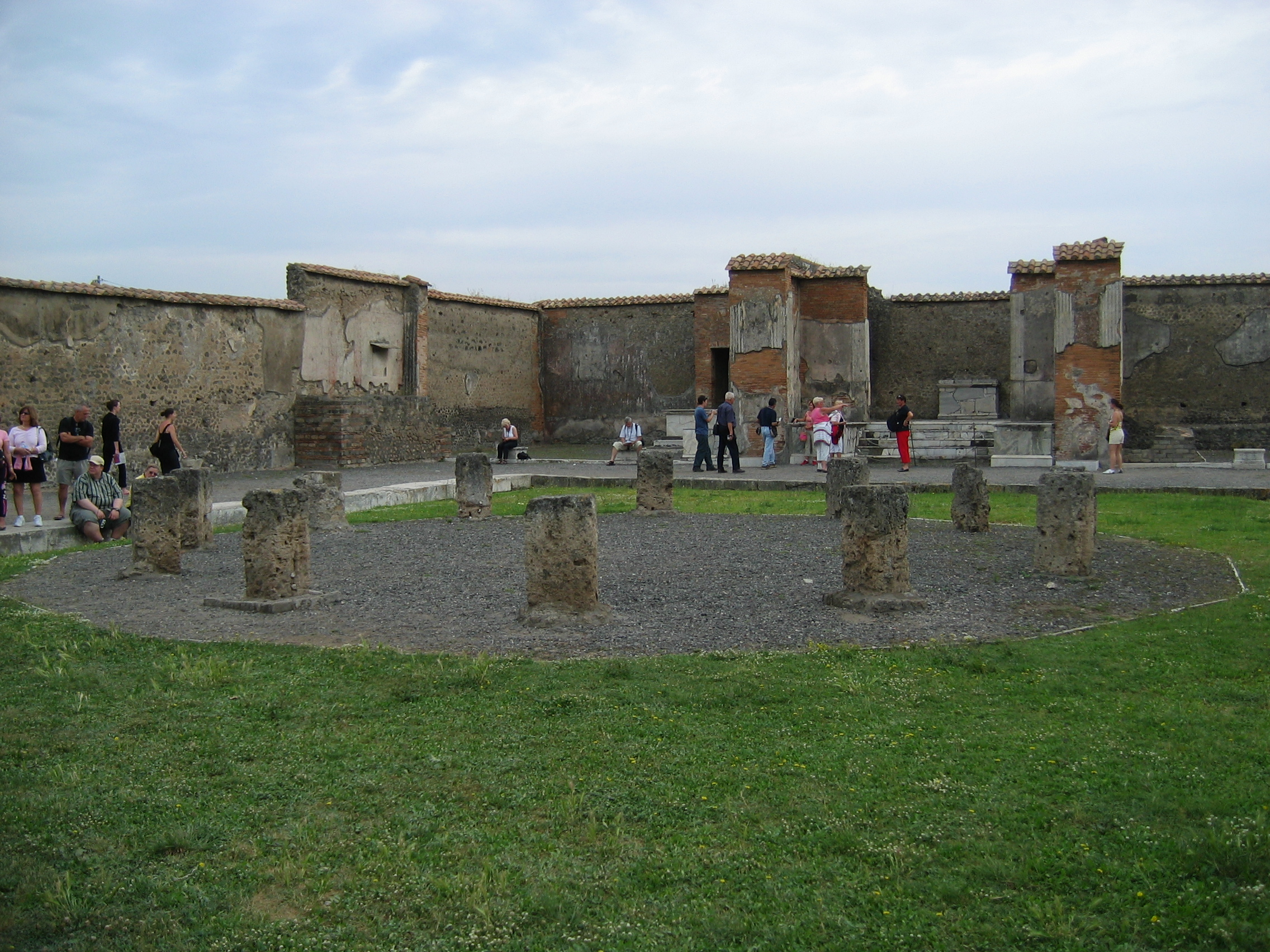
Macellum di Pompei

## Tempio monoptero nell'età moderna

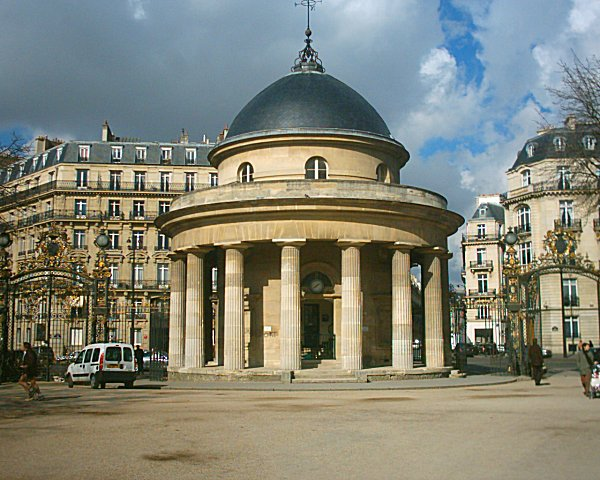
Barrière de Chartres a Parigi di Claude-Nicolas Ledoux

Durante il Rinascimento, la riscoperta dell'architettura antica portò alla realizzazione del Tempietto di San Pietro in Montorio (1502), opera di Bramante, definito come "il primo monumumento del pieno rinascimento in contrasto col protorinascimento, ed è un vero monumento, cioè una realizzazione più plastica che strettamente architettonica."
Nel XVI secolo le realizzazioni di questa tipologia, così importante per chiarire il rapporto con l'antico, furono poche ma significative (il Santuario di Santa Maria della Pace, detto "Madonna di Campagna", di Michele Sanmicheli), mentre più numerose furono le rappresentazioni pittoriche (Lo sposalizio della Vergine di Raffaello Sanzio).
Successivamente, soprattutto in epoca neoclassica, il tempio monoptero venne impiegato assai spesso per adornare i vasti giardini del Settecento e dell'Ottocento: è il caso, ad esempio, del cosiddetto Tempio della Virtù Antica Archiviato il 30 luglio 2016 in Internet Archive. che William Kent costruì nel Buckinghamshire nel 1734, ispirandosi proprio allo schema di Andrea Palladio per il tempio di Vesta a Tivoli.
Uno dei pochi esempi in cui il modello circolare è utilizzato per un'architettura pubblica è la Barrière de Chartres progettata, da Claude-Nicolas Ledoux nel 1785.
Altro esempio importante è il tempio che Charles Cameron innalzò nel parco del palazzo del Granduca Paolo a Pavlovsk, il primo tempietto dorico di tutta la Russia. . Per l'Italia un notevole esempio di tempio periptero è il torrione delle fontane dell'Acquedotto borbonico di Lucca, progettato e realizzato da Lorenzo Nottolini. 

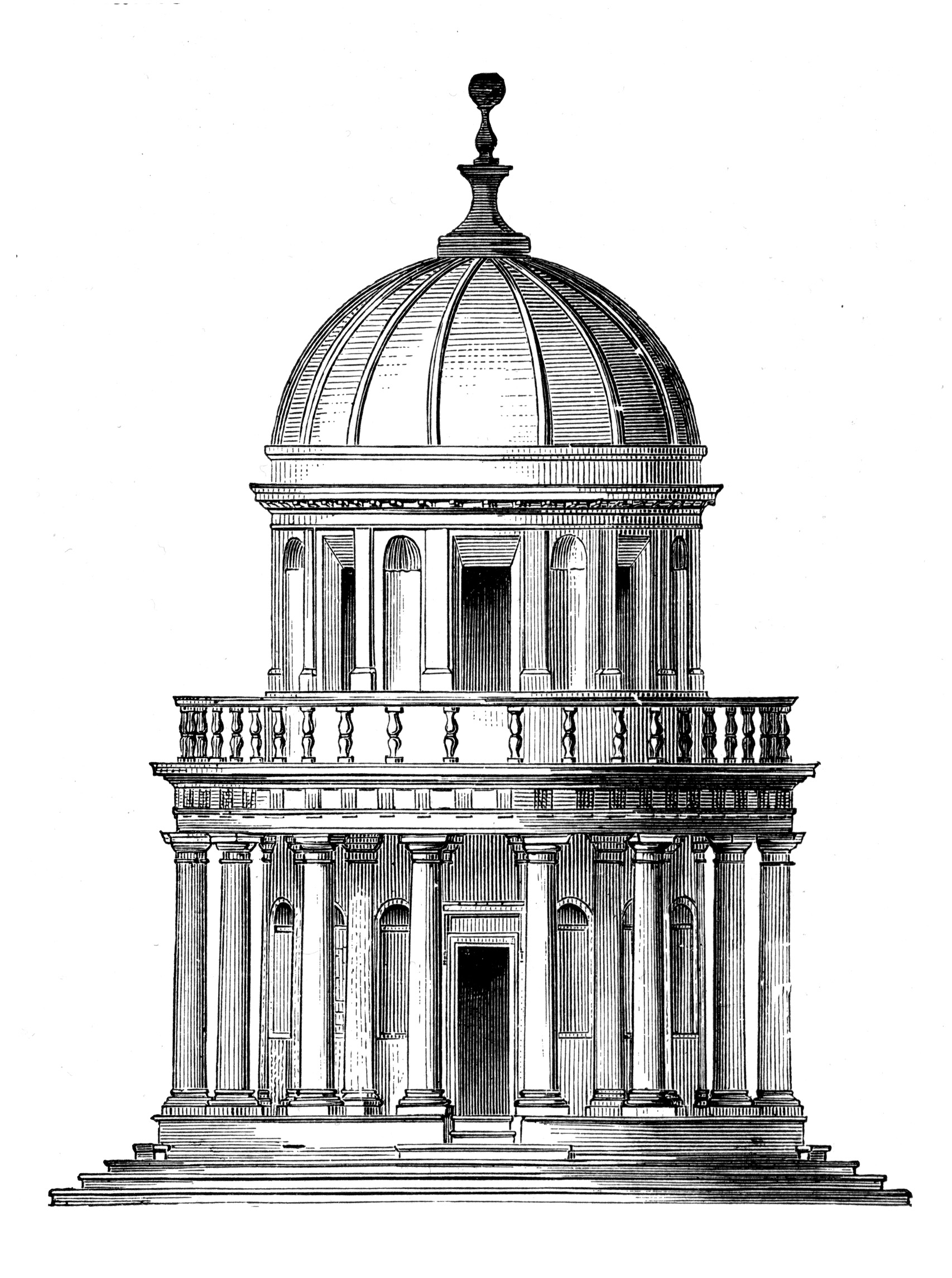
Tempietto di San Pietro in Montorio, Roma
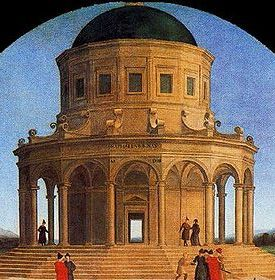
Particolare dello Sposalizio della Vergine di Raffaello
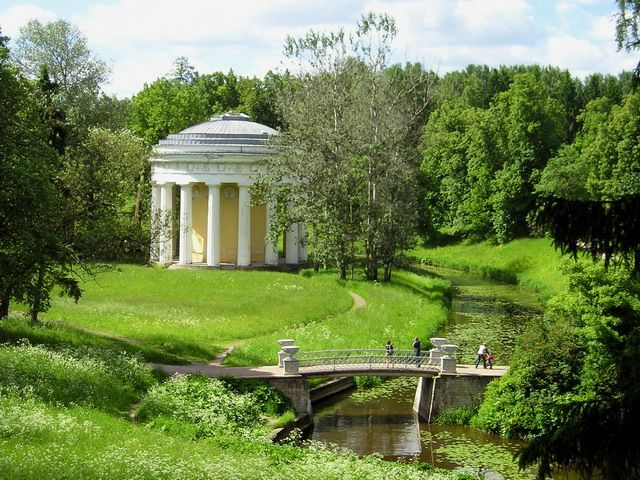
Tempio nel parco di Pavlovsk
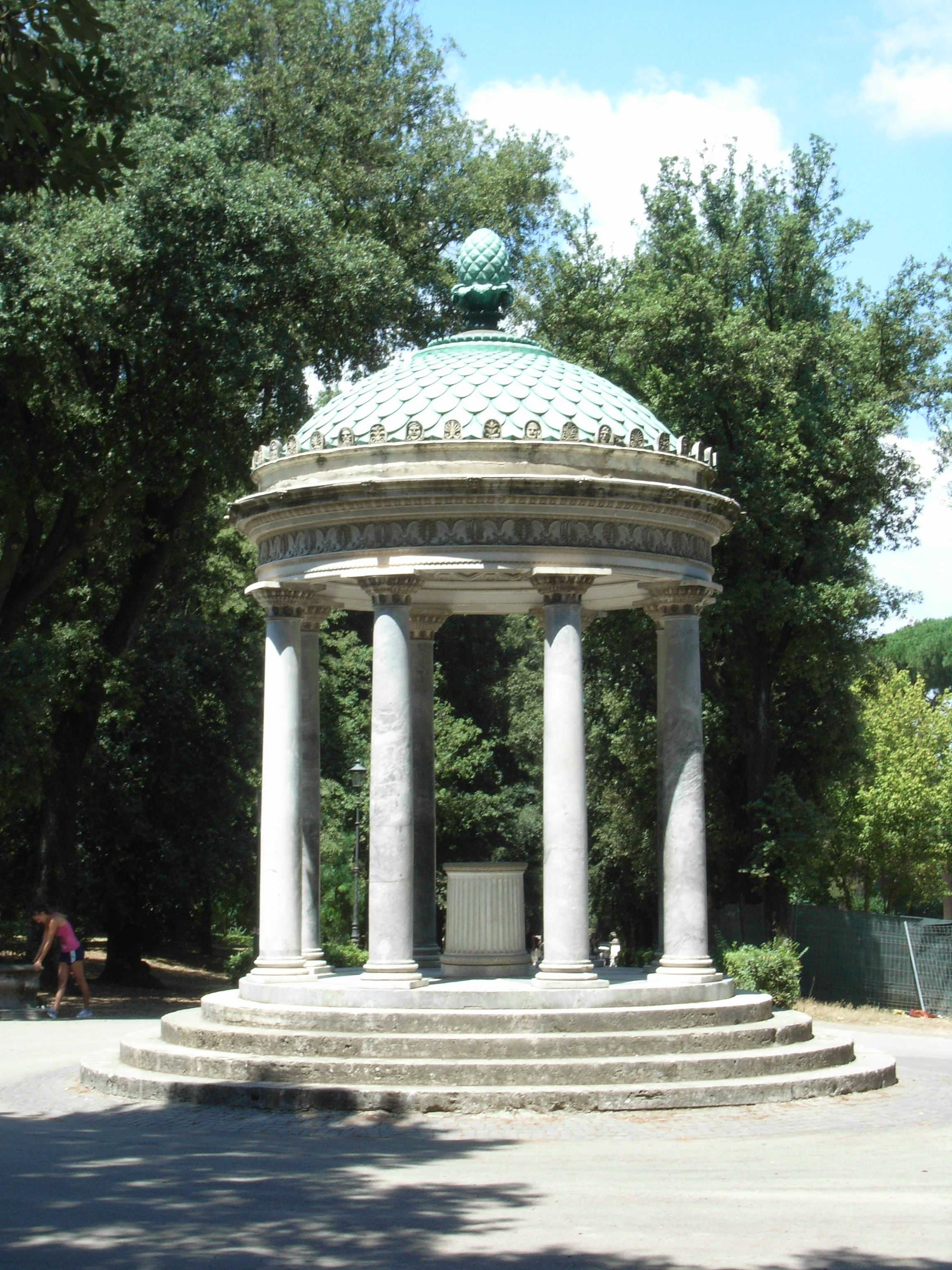
Tempio di Diana a Villa Borghese, Roma
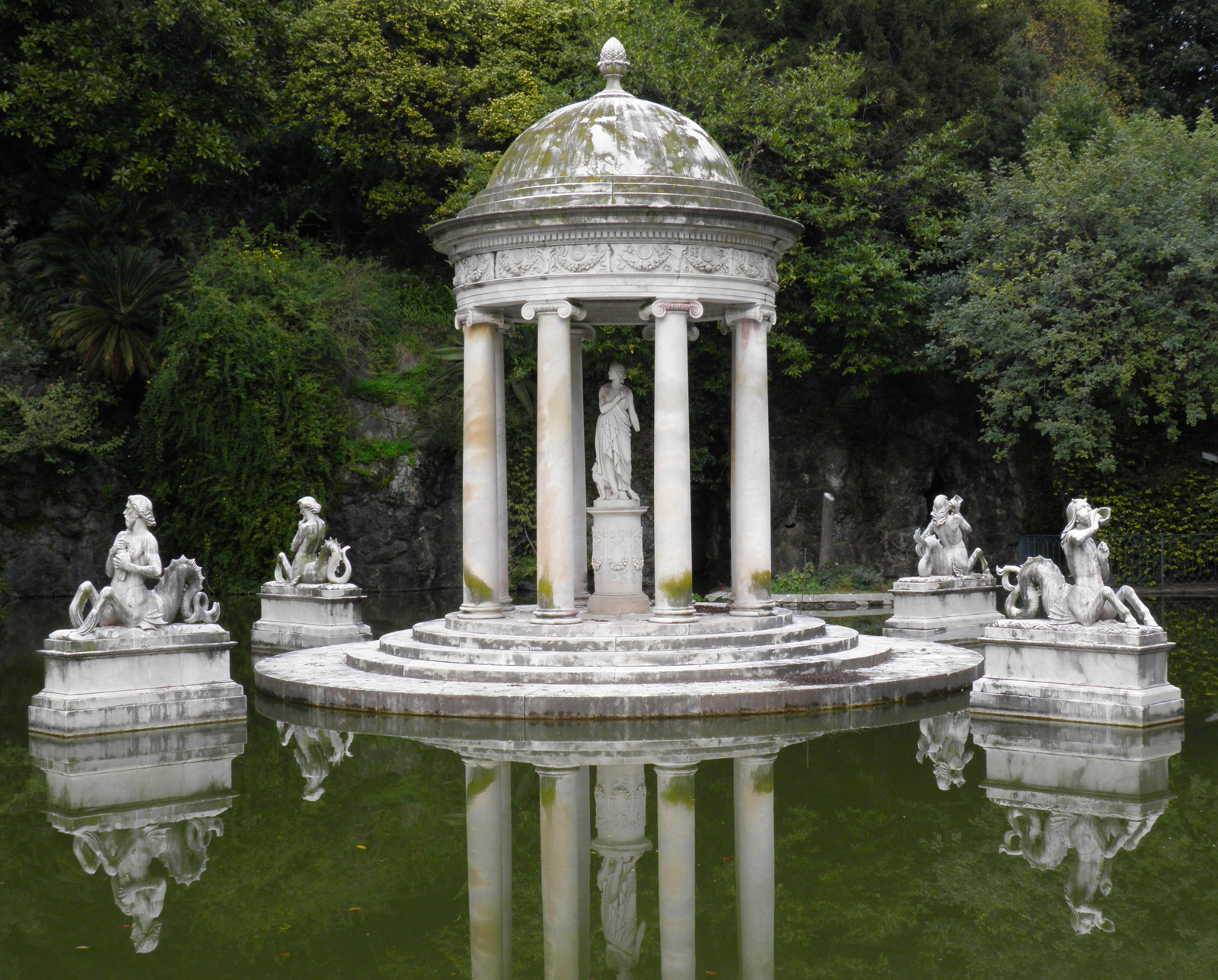
Tempio di Diana nella Villa Durazzo Pallavicini a Genova Pegli